# ارنست-گونتر شنک
ارنست-گونتر شنک (آلمانی: Ernst-Günther Schenck) یک پزشک و اوبراشتورمبانفورر (سرهنگ دوم) اهل آلمان بود که در سال ۱۹۳۳ به اس‌اس پیوست.
وی برخوردی در روزهای پایانی جنگ جهانی دوم با آدولف هیتلر داشت و به همین دلیل خاطرات وی از نظر تاریخی قابل‌توجه تاریخ‌نگاران جنگ جهانی دوم است.